# Chalitpong Jantakul
Chalitpong Jantakul, ehemals Sujarit Jantakul (thailändisch ชลิตพงศ์ จันทกล หรือชื่อเก่า สุจริต จันทกล, * 4. März 1989 in Nakhon Ratchasima) ist ein thailändischer Fußballspieler.

## Karriere

### Verein
Chalitpong Jantakul erlernte das Fußballspielen in der Jugend des Erstligisten Chonburi FC in Chonburi. Seinen ersten Vertrag unterschrieb er 2008 beim wenige Kilometer entfernten Erstligisten Sriracha FC. 2013 wurde er an den Ligakonkurrenten Singhtarua FC aus Bangkok ausgeliehen. Der Erstligist Army United, welcher in Bangkok beheimatet ist, nahm ihn 2014 unter Vertrag. Nach nur einem Jahr wechselte er 2015 zum Zweitligisten PTT Rayong FC nach Rayong. 2017 wurde er von Sisaket FC, einem Zweitligisten aus Sisaket, verpflichtet. Erstklassig spielte er wieder 2018. Der Navy FC aus Sattahip verpflichtete ihn für die Saison 2018. Nach dem Abstieg der Navy verließ auch er den Verein und schloss sich dem Drittligisten Simork FC an. Nachdem Simork während der Saison gesperrt wurde, nahm ihn die Navy Mitte 2019 wieder unter Vertrag. Nach der Rückserie 2019 verließ er die Navy und schloss sich 2020 seinem ehemaligen Verein, dem Zweitligisten Sisaket FC, an. Am Ende der Saison musste er mit Sisaket in die dritte Liga absteigen. Nach dem Abstieg verließ er den Verein und schloss sich dem Zweitligaaufsteiger Lamphun Warriors FC an. Am Ende der Saison feierte er mit dem Verein aus Lamphun die Meisterschaft der zweiten Liga und den Aufstieg in die erste Liga. Für die Warriors bestritt er drei Ligaspiele. Im Juli 2022 wurde sein Vertrag bei dem Erstligisten nicht verlängert. Über die unterklassigen Vereine AngSila FC, Sriracha FC Burapha und Sriracha Masa Japan FC wechselte er im Sommer 2024 zum Zweitligisten Trat FC.

### Nationalmannschaft
Von 2009 bis 2010 spielte Chalitpong Jantakul siebenmal in der U-23-Nationalmannschaft. Einmal trug er 2010 das Trikot der thailändischen Nationalmannschaft.

## Erfolge
Sriracha FC
- Thailändischer Zweitligameister: 2010  ▲

Lamphun Warriors FC
- Thailändischer Zweitligameister: 2021/22  ▲